# به روزهای بهتر
به روزهای بهتر (ترکی استانبولی: Güzel Günler Görecegiz) یک فیلم در ژانر درام است که در سال ۲۰۱۲ منتشر شد. از بازیگران آن می‌توان به اوقور پولات، نسرین جوادزاده، و بورا گولسوی اشاره کرد.